# Augusto Leguía y Salcedo
Augusto Bernardino Leguía y Salcedo (Lambayeque, 19 febbraio 1863 – Lima, 6 febbraio 1932) è stato un politico peruviano che occupò due volte la poltrona di presidente del Perù: la prima volta dal 24 settembre 1908 al 24 settembre 1912 e poi, con un colpo di Stato, dal 4 luglio 1919 al 25 agosto 1930.
È stato inoltre presidente del Consiglio dei ministri dal 1904 al 1907 e ministro delle finanze del suo paese (1903).